# Szelvényezettek

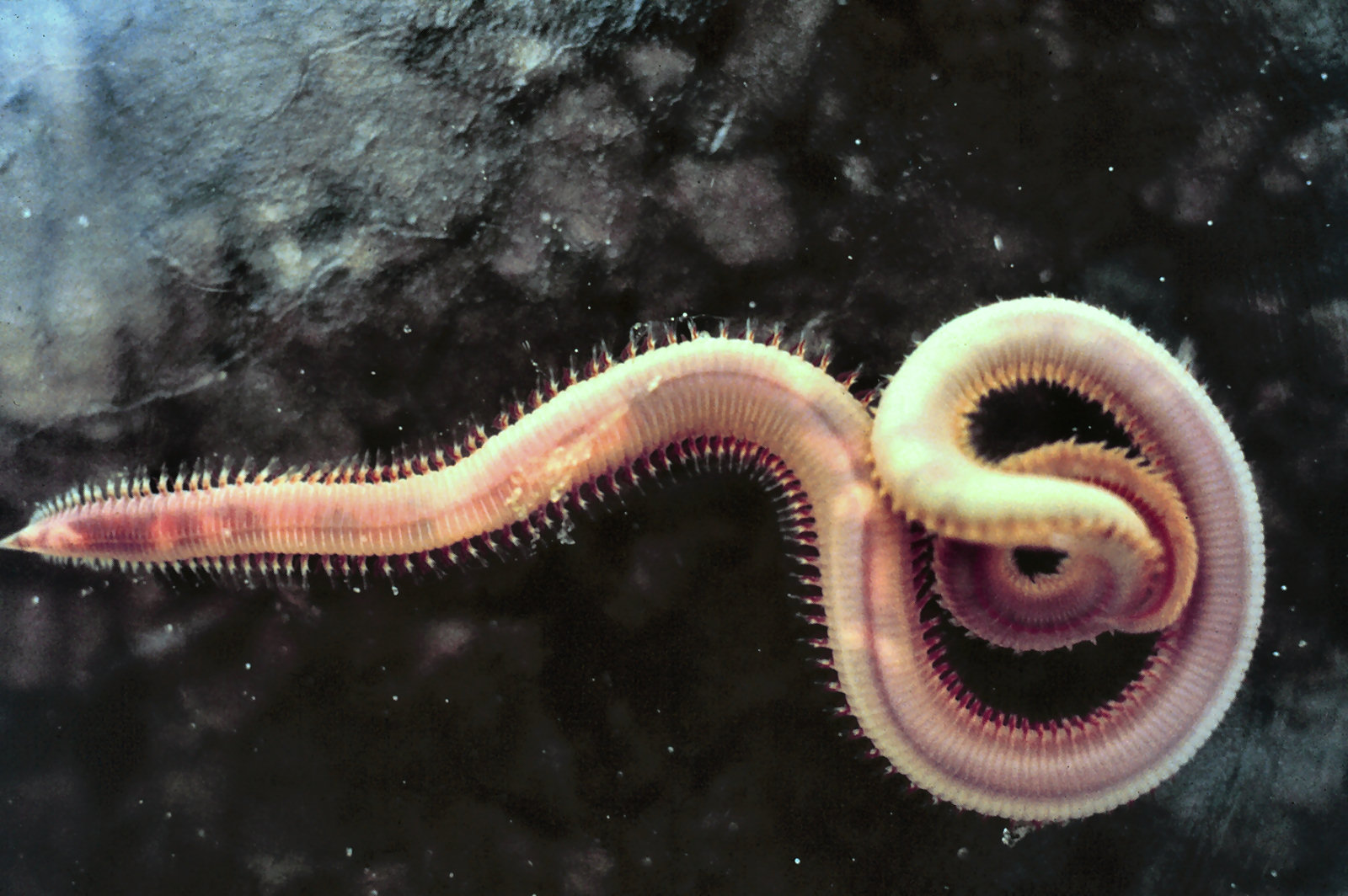
Egy gyűrűsféregfaj

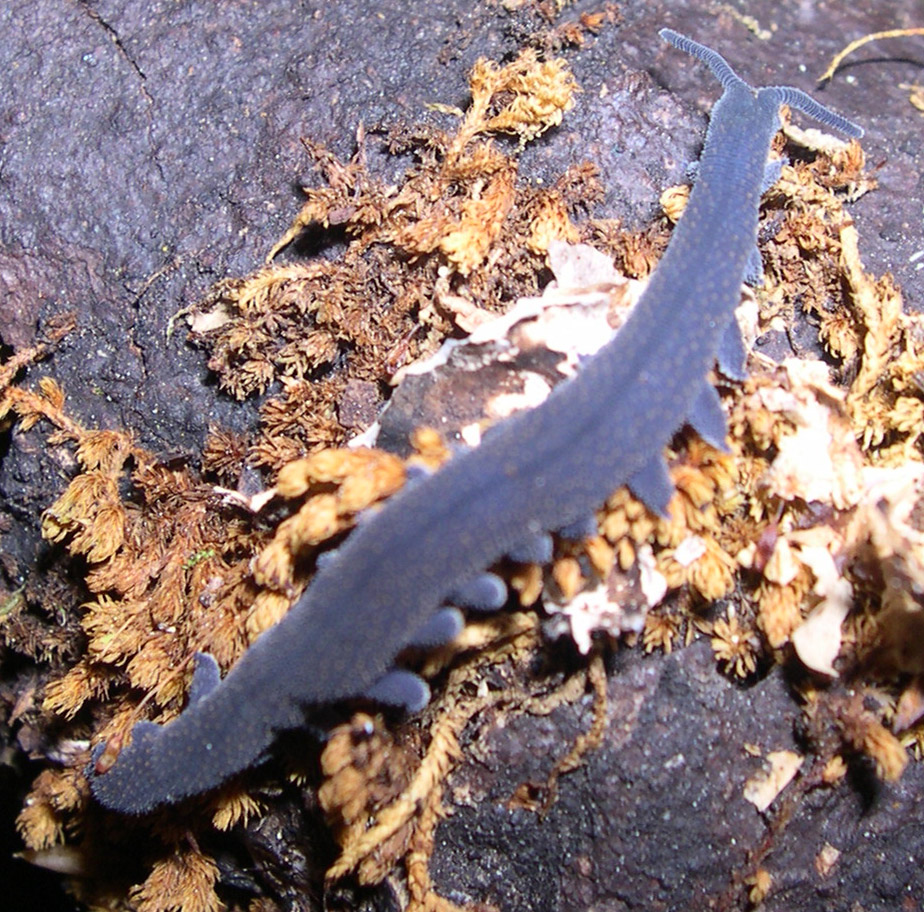
Egy karmos féreglábú

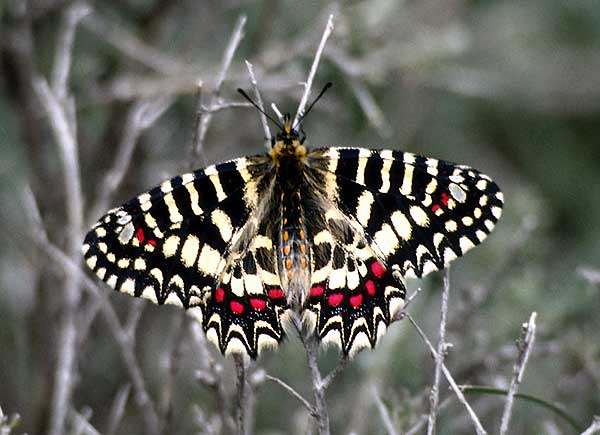
Egy ízeltlábú

A szelvényezettek (Articulata) egy elavult rendszertani kategória, amely egészen a legutóbbi időkig használatban volt. Ide sorolták azokat az ősszájú törzseket, amelyekre a szelvényezettség jellemző: a gyűrűsférgeket (Annelida), a féreglábúakat (Archipodiata) és az ízeltlábúakat (Arthropoda). A szelvényezettség azt jelenti, hogy a kétoldalian részarányos (bilateriális) test a főtengelye mentén részekre tagolódik, s a részek egymás után megismétlődnek. A szelvényezettség nemcsak a fent említett törzseknél fordul elő, hanem más rokonsági körökben, többek között a gerincesek között is. 
Alapvetően megkülönböztethetünk külső és belső szelvényezettséget.
- Külső szelvényezettség: az állat testének szelvényezettsége a külső felépítésében nyilvánul meg, melyet nem szükségszerűen követ a belső szelvényezettség.
- Belső szelvényezettség: a szelvényezettség a belső szervekre is kiterjed; egyes szervek, szervrendszerek szelvényenként ismétlődnek (pl. a gyűrűsférgeknél a vesécskék).

A külső és belső szelvényezettség gyakran együtt jelentkezik, azonban előfordul, hogy csak az egyik vagy csak a másik jellemző. A gyűrűsférgek között például általában mindkettő jellemző. Az emlősök (Mammalia) között a belső szelvényezettség egyik legtipikusabb megjelenítője az idegrendszer: a gerincvelői idegek szelvényezetten lépnek ki a gerincagyból, s rostjaik szelvényesen hálózzák be a testet. A halakon – főképpen a porcoshalakon (Chondrichthyes) – pedig még az izomrendszer és a kiválasztó rendszer is erőteljesen szelvényezett felépítésű.
A szelvényezettséget továbbá feloszthatjuk homonóm és heteronóm szelvényezettségre.
- Homonóm szelvényezettség: a szelvények morfológiailag azonosak, nem olvadtak össze nagyobb testtájakká.
- Heteronóm szelvényesség: a szelvények morfológiailag különböznek, testtájakká olvadtak össze.

A gyűrűsférgek tipikusan homonóm szelvényezettek, míg az ízeltlábúak heteronóm szelvenyezettségűek, a szelvények testtájakká olvadtak össze (fej, tor: elő-, közép- és utótor, potroh). A csáprágós ízeltlábúak között a legszélsőségesebb esetben eltűnik a szelvényesség a testtájak teljes összeolvadásával (atkák – Acari).
A szelvényezettek alatt tehát mint rendszertani kategória alatt csak a gyűrűsférgeket, a féreglábúakat és az ízeltlábúakat értették, annak ellenére, hogy a szelvényesség más rokonsági körökben is kialakult, habár nem olyan látványosan, mint ezekben a csoportokban. A szelvényezettek kategóriaként főtörzsként vagy szupertörzsként szerepelt, s ezért is hívták a gyűrűsférgeket és ízeltlábúakat egymással rokonító filogenetikai elképzelést „Articulata szupertörzs”-hipotézisnek, mely több mint 150 éven keresztül a zoológia egyik általánosan elfogadott és használt, anatómiai–morfológiai bizonyítékok alapján hitelesnek tekintett elmélet volt. A molekuláris kladisztika eredményei alapján ez az elmélet a továbbiakban nem tartható, s meg kell állapítani, hogy a szelvényezettség az ősszájúak törzscsoportján belül nem jelent feltétlen monofiletikusságot. A molekuláris kutatások ugyanis kiderítették, hogy az ősszájúak két fő fejlődési irányra oszlanak:
- spirális barázdálódásúak (Spiralia): ide tartoznak a gyűrűsférgek és a legközelebbi rokonaik, a nem szelvényezett testű puhatestűek (Mollusca);
- vedlő ősszájúak (Ecdysozoa): ide sorolhatók az ízeltlábúak, s legközelebbi rokonaik a valóban szelvényezett karmos féreglábúak (őslégcsövesek; Onychophora) és a medveállatkák (Tardigrada). Azonban számos nem szelvényezett csoport is tartozik ide, mint pl. a fonálférgek (Nematoda), húrférgek (Nematomorpha).

Érdekes továbbá, hogy a féreglábúak törzse a korábbi formájában megszűnt. Ugyanis korábban közéjük sorolták a karmos féreglábúakat, a medveállatkákat és a féregatkákat. Az előbbi kettő valóban testvércsoportja egymásnak, azonban a féregatkák az ízeltlábúak közé, méghozzá a rákokhoz (Crustacea) kerültek, ugyanis a molekuláris eredmények azt bizonyítják, hogy ezek az állatok erőteljesen redukálódott, parazita rákok.